# César Fonte
César André Lima Fonte (* 10. Dezember 1986) ist ein portugiesischer Straßenradrennfahrer.

## Sportliche Laufbahn
César Fonte wurde 2007 Zweiter der Gesamtwertung bei der Volta ao Portugal do Futuro und er gewann eine Etappe bei der Volta à Madeira. In der Saison 2009 belegte er den zweiten Gesamtplatz bei der Vuelta a Navarra. Seit 2010 fährt Fonte für das portugiesische Continental Team Efapel-Glassdrive. In seinem zweiten Jahr dort gewann er jeweils eine Etappe und wurde Gesamtzweiter beim Grande Prémio Abimota sowie bei der Vuelta a Tenerife. Außerdem gewann er die Eintagesrennen Circuito da Malveira und Circuito de Nafarros. Bei der Volta ao Algarve wurde er Erster der Punktewertung. In der Saison 2012 gewann Fonte die dritte Etappe der Volta a Portugal. 2013 gewann er den Grande Prémio Jornal de Notícias. 2018 entschied er eine Etappe der Volta Internacional Cova da Beira für sich und belegte Rang zwei in der Gesamtwertung der Rundfahrt.

## Erfolge
2012
- eine Etappe Volta a Portugal

2018
- eine Etappe Volta Internacional Cova da Beira

## Teams
- 2007: SM Feira-E.Leclerc
- 2009: Cartaxo-Capital do Vinho
- 2010: Barbot-Siper
- 2011: Barbot-Efapel
- 2012: Efapel-Glassdrive
- 2013: Efapel-Glassdrive
- 2014: Rádio Popular
- 2015: Rádio Popular ONDA Boavista
- 2016: Rádio Popular Boavista
- 2017: LA Aluminios-Metalusa
- 2018: W52-FC Porto
- 2019: W52-FC Porto